# Тёррилл, Уильям Бертрам
Уильям Бертрам Тёррилл (англ. William Bertram Turrill, 14 июня 1890 — 15 декабря 1961) — британский (английский) ботаник.

## Биография
Уильям Бертрам Тёррилл родился в Вудстоке 14 июня 1890 года.
В 1909 году он был нанят в качестве временного ассистента в гербарии Королевских ботанических садов Кью, а в 1914 году — в качестве постоянного ассистента. В 1915 году Тёррилл получил степень бакалавра в области ботаники в Лондонском университете.
В 1916—1918 годах Уильям Бертрам служил в Королевском военно-медицинском корпусе во время Первой мировой войны (прежде всего в Македонии); позже он вернулся в Кью. В 1922 году Тёррилл получил степень магистра в области ботаники в Лондонском университете, а в 1928 году — степень доктора философии в области ботаники.
В 1950—1951 годах Тёррилл был президентом Британского экологического общества. В 1953 году он получил Veitch memorial gold medal Королевского садоводческого общества. В 1955 году Уильям Бертрам получил Орден Британской Империи, а в 1958 году — Медаль Линнея. В этом же году он был вице-президентом Лондонского Линнеевского общества, а также стал членом Лондонского королевского общества. Уильям Бертрам описал более 380 видов растений.
Уильям Бертрам Тёррилл умер в графстве Суррей 15 декабря 1961 года.

## Научная деятельность
Уильям Бертрам Тёррилл специализировался на семенных растениях.

## Некоторые публикации
- 1929. The Plant-life of the Balkan Peninsula.
- 1980. Studies in the genus Fritillaria (Liliaceae) (Hooker’s Icones plantarum). Ed. Bentham-Moxon Trust. 280 pp.
- 1948. British plant life. Ed. Collins. 315 pp. Reimpreso 2008, 336 pp. ISBN 000727856X.
- 1964. Vistas in botany: recent researches in plant taxonomy (International series of monographs on pure and applied biology). Ed. Pergamon Press. 314 pp.
- 1963. Joseph Dalton Hooker: Botanist, explorer, & administrator. Ed. Scientific Book Club. 228 pp.
- 1959. The Royal Botanic Gardens, Kew, past & present. Ed. Jenkins. 256 pp.
- 1959. Vistas in Botany: Twenty Arts. & Reviews v. 1. Ed. Elsevier. 547 pp.
- 1956. Caryophyllaceae (Flora of tropical East Africa). Ed. Secr. State for the Colonies × the Crown Agents for Oversea Gov. 38 pp.
- 1953. Pioneer plant geography: The phytogeographical researches of Sir Joseph Dalton Hooker (Lotsya, a biological miscellany). Ed. Nijhoff. 267 pp.
- 1952.  Oleaceae (Flora of tropical East Africa). Ed. Secr. State for the Colonies × the Crown Agents for Oversea Gov. 32 pp.